# 멘드리시오
멘드리시오(이탈리아어: Mendrisio [menˈdriːzjo] ; 티치노방언: Mendris [mẽˈdriːs]) 스위스 티치노주 멘드리시오구에 있는 자치체이다.
멘드리시오는 이탈리아어를 사용하는 대학 (USI, 또는 루가노 대학교)의 건축학과 캠퍼스인 아카데미아 디 아퀴테뚜라(Accademia di Architettura)(멘드리시오 건축학교)가 자리잡고 있다.
자치체는 2004년 4월 4일 살로리노의 이전 자치체를 통합하면서 규모가 커졌다. 2009년 4월 5일에 아르조(Arzo), 카폴라고(Capolago), 게네스트레리오(Genestrerio), 란카테(Rancate) 및 트레모나(Tremona) 이전 지자체를 통합했다. 2013년 4월 14일 베사조(Besazio), 리고르네토(Ligornetto)와 메리데(Meride) 시정촌이 멘드리시오 시로 병합되었다.
멘드리시오는 멘드리시오역으로 연결된다.

## 역사

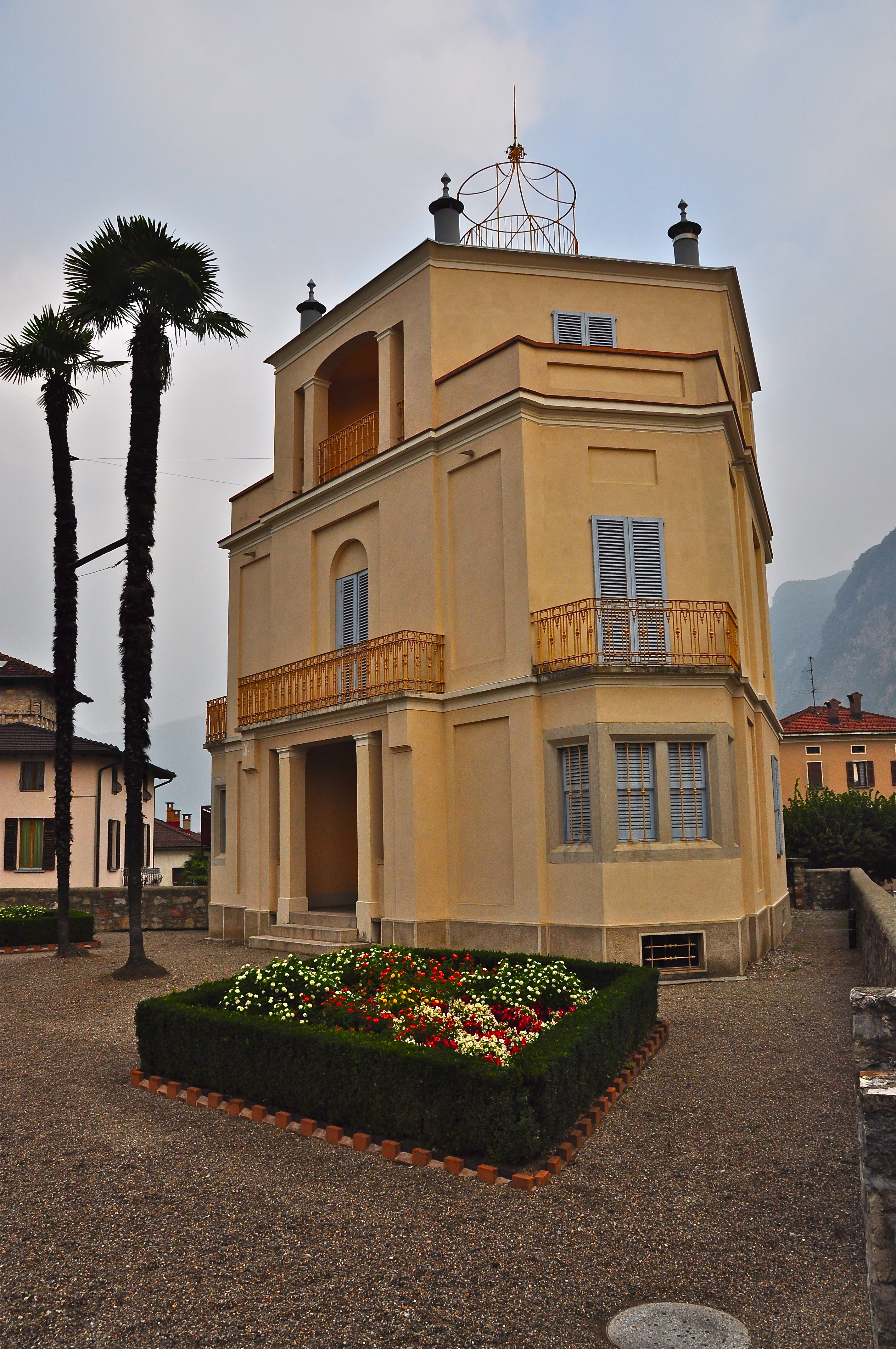
1873년 공장들로 마을이 부유해짐에 따라 지어진 별장인 카사 크로치(Casa Croci)

멘드리시오는 793년 Mendrici로 처음 언급되었으며 이 이름은 더 이상 사용되지 않지만, 독일어 이름인 Mendris로도 알려져 있다. 로마 시대에 이 지역에도 사람이 거주했다. 이 지역에서는 약 30개의 무덤, 빌라와 로마 정착촌의 동전이 발견되었다. 로마 제국이 멸망한 후 멘드리시오는 롬바르드 지역의 중심지였으며, 도시로 성장했다. 중세 시대에 성 지오반니 관문과 모리강 사이 계곡 바닥에 여러 요새가 세워졌다. 중세 후기에 토리아니 가문은 마을 위의 바위 언덕에 성을 지었다. 멘드리시오는 카운티에서 독립 도시가 되었다. 카운티는 30년 후인 1170년에 코모에 의해 인수되었다. 코모는 1335년까지 멘드리시오를 다스렸으나 코모가 민란의 통제 하에 놓이게 되었다. 멘드리시오는 1402년까지 밀라노의 통제하에 있었다. 15세기의 어느 시점에서, 이 도시는 루스카와 산세베리노 가문의 영지로 주어졌다.

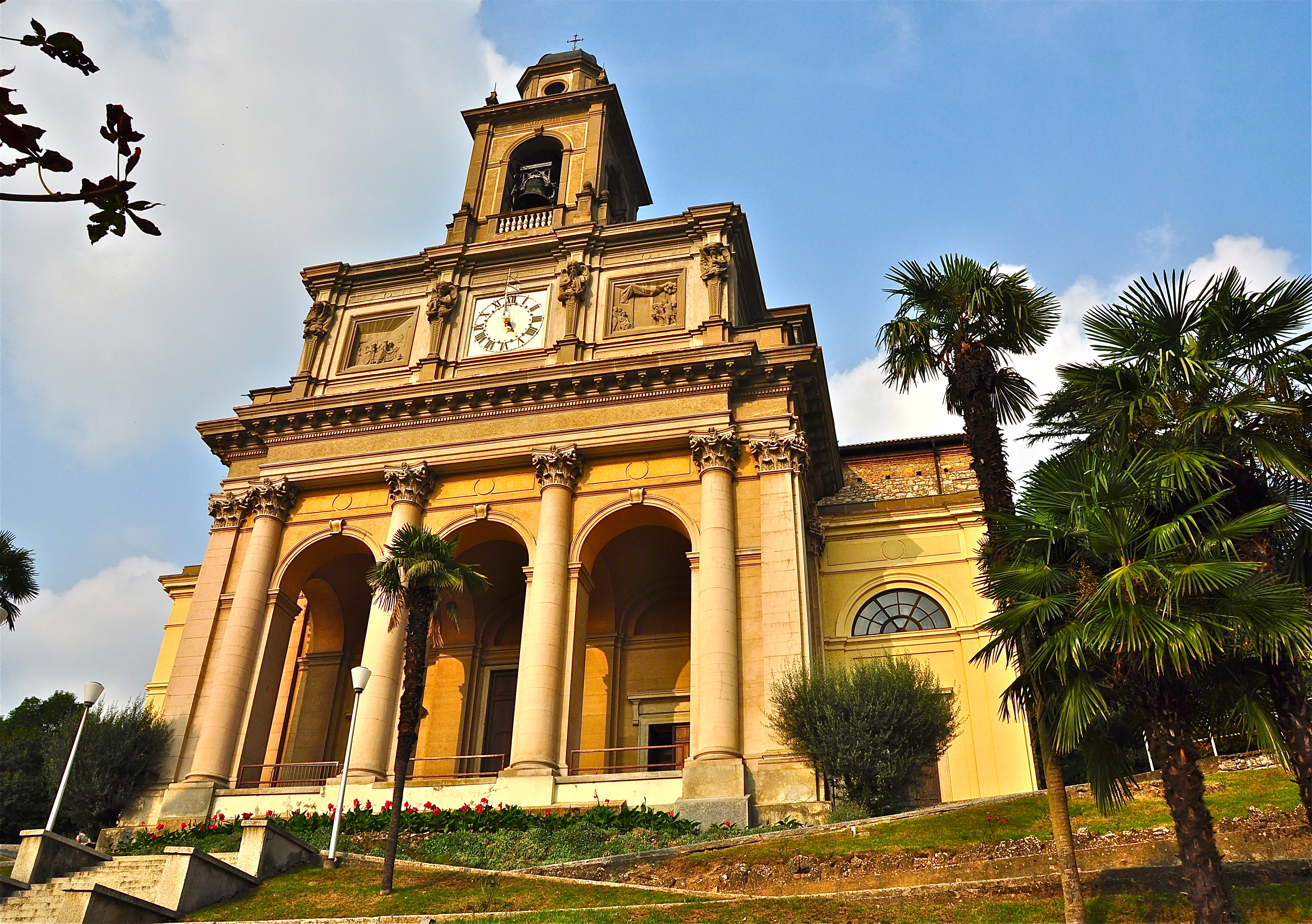
성 고스마와 성 다미아노 교회

15세기 말과 16세기 초에 구스위스 연방 우리주는 레벤티나 계곡으로 확장되기 시작했다. 여러 번의 좌절 끝에 1512년까지 우리와 나머지 연합군은 루가노를 점령하고 멘드리시오의 란트포크타이를 통합했다. 9년 후인 1521년에 스위스 연방은 이탈리아 영지에 대한 공동 책임 시스템을 구축하고 멘드리시오를 관리할 집행관을 임명했다. 멘드리시오는 1798년 프랑스의 침공과 헬베티아 공화국의 창설까지 제한된 자치권과 권리를 가진 정복된 영토로 남아 있었다.
멘드리시오의 초기 성장에도 불구하고 15세기까지 발레르나 대교구의 일부로 남아 있었다. 다음 해에 걸쳐 산티 코스마 에 다미아노 성당(SS Cosma e Damiano)과 성 시시니오의 본당 교회 아래에 두 개의 본당이 마을에 형성되었다. 산티 코스마 에 다미아노 성당은 1672년 바로크 양식으로 지어졌다. 첫 번째 건물은 19세기에 철거되었고 1863-75년에 새로운 고전주의 양식 교회가 근처에 세워졌다. 성 시시니오 교회는 라 토레(La Torre) 마을의 마을 외곽에 세워졌다. 휴밀리아티 수도회(Humiliati), 세르비트 수도회(Servite Order), 우르술라 수녀회(Ursulines) 및 카푸친 수도회를 포함하여 멘드리시오에 다수의 종교 단체도 정착했다. 세르비트 수도회(Servites)는 성 지오반니 수도원에서 1644년에 학교를 설립했다. 1852년에 그 학교는 주립 중등학교가 되었다. 19세기 동안 수도회의 수녀원과 수도원은 모두 세속화되었다.
지난 세기에 도시는 모리강에서 멀리 확장되어 대규모 산업 부문을 개발했다. 19세기 후반에 이 도시의 첫 번째 공장 중 하나인 토리아니-볼자니 방적 공장에서는 약 350명의 여성과 어린이를 고용했다(1900년에는 인구의 10% 이상). 공장들은 마을에 일자리를 가져왔고 마을 사람들이 멘드리시오로 이사하도록 장려했다. 인구는 19세기의 지난 60년 동안 두 배로 증가했다. 부유한 기업가들은 큰 빌라와 베아타 베르기네(Beata Vergine) 병원을 지었다. 도시를 가로지르는 철도 건설은 더 많은 주민과 산업을 가져왔다. 20세기 동안 많은 서비스 회사가 도시에 문을 열었고 산업은 쇠퇴하기 시작했다. 2000년에는 노동 인구의 거의 3/4이 서비스 부문에서 일했다. 멘드리시오가 이탈리아 국경 근처에 있다는 것은 많은 주민들과 근로자들이 국경을 넘는 통근자들이라는 것을 의미한다.
멘드리시오구의 수도인 멘드리시오는 주변 지역 사회에 서비스를 제공한다. 1898년에는 신경 정신과 진료소가 문을 열었다. 1944년에는 초중등 학교가, 1996년에는 루가노 대학교 이탈리아어 건축학교가 문을 열었다.

## 지리

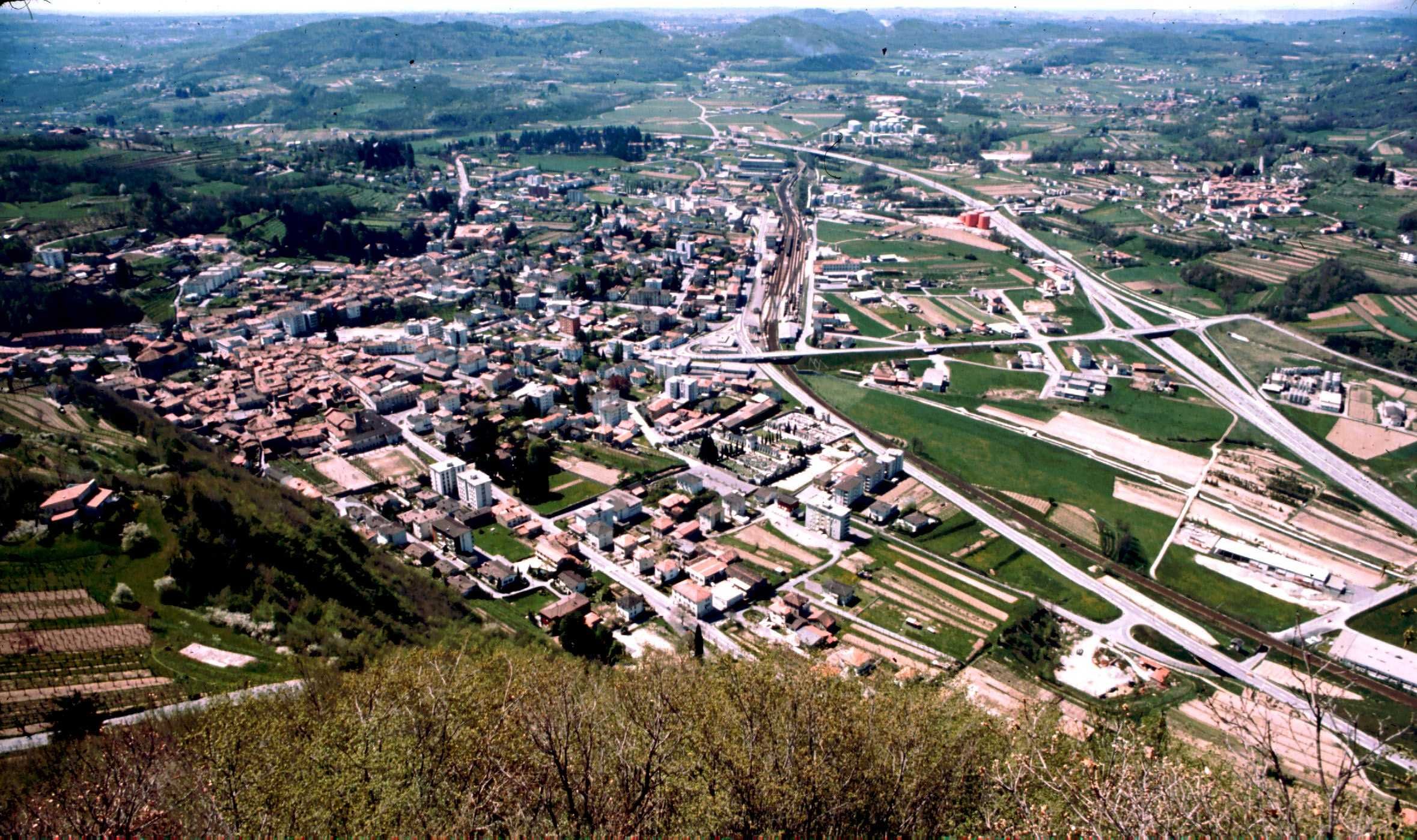
70년대 초기의 멘드리시오

2013년 합병 이후 멘드리시오의 면적은 31.77k㎡이다.
멘드리시오의 면적은 1997년 현재 11.71k㎡이다. 이 면적 중 1.74k㎡ (14.9%)가 농업용으로 사용되는 반면 3.16k㎡ (27.0%)는 산림이다. 나머지 토지 중 2.59k㎡ (22.1%)가 정착(건물 또는 도로), 0.03k㎡ (0.3%)가 강 또는 호수이고 0.05k㎡ (0.4%)는 불모지이다.
건축면적 중 공업용 건물이 전체 면적의 2.8%, 주택과 건물이 10.2%, 교통 기반 시설이 7.7%를 차지했다. 산림면적의 24.9%는 산림이 우거져 있고 2.0%는 과수원이나 작은 나무 군락으로 덮여 있다. 농경지 중 3.5%는 농작물 재배에 사용되며 1.2%는 과수원이나 덩굴 작물에, 10.2%는 고산 목초지에 사용된다. 시정촌의 모든 물은 흐르는 물이다.
시정촌은 멘드리시오구의 수도이다. 몬테 제네로소(Monte Generoso)의 경사면에 위치하고 있다. 2004년에는 살로리노를 흡수했다. 2009년에는 아르조, 카폴라고, 게네스트레리오, 란카테 및 트레모나를 추가했으며, 2013년에는 베사조, 리고르네토 및 메리데로 다시 확장했다.

## 인구통계

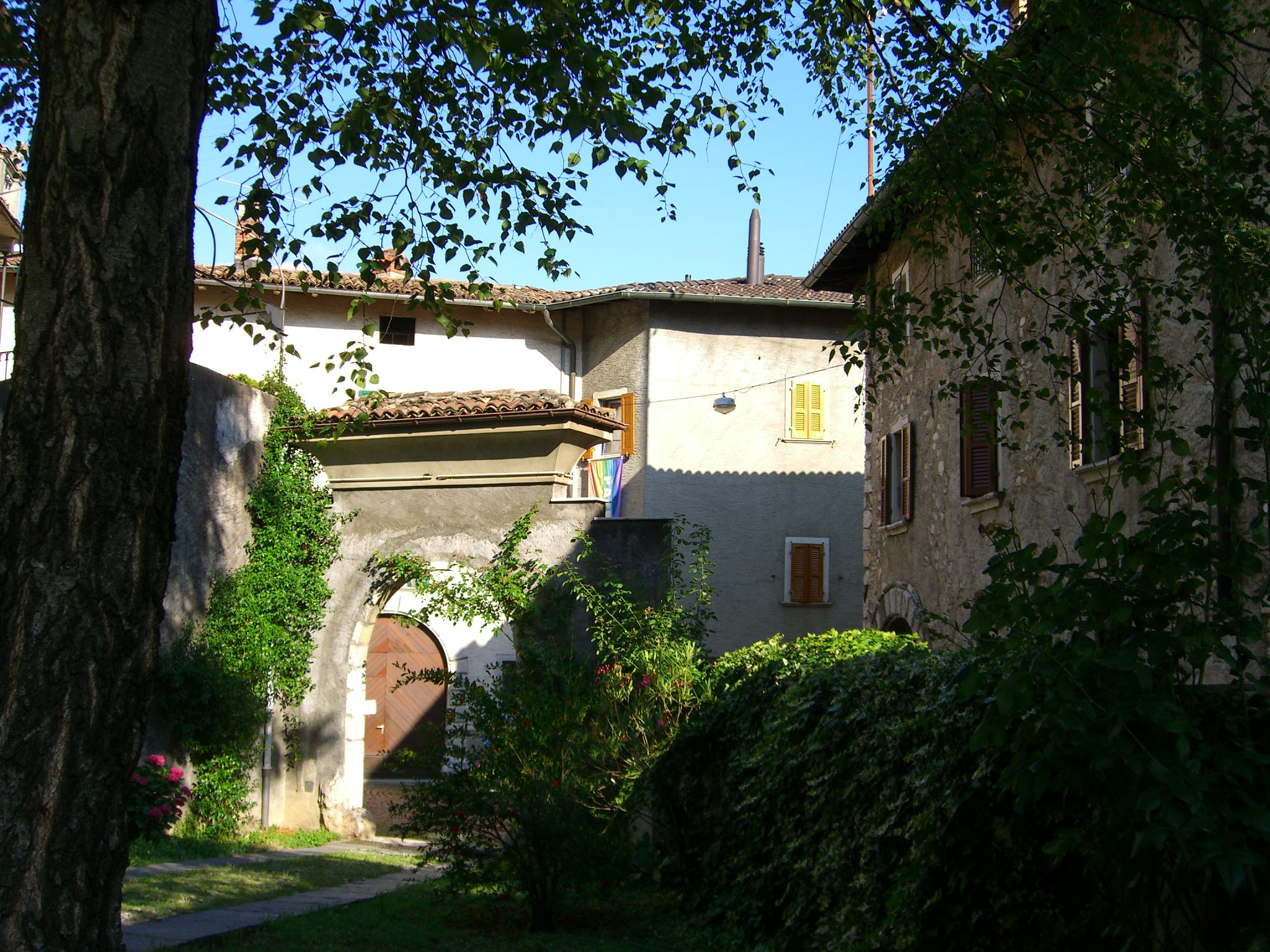
아르조 마을의 주택

2020년 12월을 기준으로 멘드리시오의 인구는 14,902명이다. 2008년 기준으로 인구의 23.5%가 거주하는 외국인이다. 1997년부터 2007년까지 지난 10년 동안 인구는 4.8%의 비율로 변화했다.
2000년을 기준으로 인구 대부분은 이탈리아어 (87.5%)를 사용하며, 독일어가 두 번째로 많이 사용(4.8%)되고, 프랑스어가 세 번째(1.4%)로 사용된다. 스위스의 공용어(2000년 기준) 중 285명이 독일어, 78명이 프랑스어, 5,369명이 이탈리아어, 8명이 로만슈어를 사용한다. 나머지(406명)는 다른 언어를 사용한다.
2008년 기준으로 인구의 성별 분포는 남성 47.5%, 여성 52.5%이다. 인구는 4,309명의 스위스 남성(인구의 37.3%)과 1,186(10.3%)의 비스위스계 남성으로 구성되었다. 스위스 여성은 4,942명(42.7%), 비스위스계 여성은 1,124명(9.7%)이었다.
2008년에는 스위스 시민이 56명, 비스위스계 시민이 8명이 태어났으며, 같은 기간에 스위스 시민이 57명, 비스위스계 시민이 12명 사망했다. 이민과 이주를 무시하면 스위스 시민의 인구는 1명, 감소하였고, 외국인 인구는 4 감소했다. 스위스에서 이주한 스위스 남성 2명과 스위스로 재이주한 스위스 여성 1명이 있었다. 동시에 다른 나라에서 스위스로 이주한 55명의 비스위스계 남성과 27명의 비스위스계 여성이 있었다. 2008년 전체 스위스 인구 변화(시 경계를 넘는 이동을 포함한 모든 출처에서)는 7명이 증가했고, 비스위스계 인구 변화는 9명이 증가했다. 이는 0.2%의 인구 증가율을 나타낸다.
2009년 현재 멘드리시오의 연령 분포는 다음과 같다. 986명(인구의 8.5%)이 0~9세이고 1,069명(9.2%)이 10~19세이다. 성인 인구 중 1,337명(인구의 11.6%)이 20~29세이다. 1,574명(13.6%)이 30~39세, 1,865명(16.1%)이 40~49세, 1,414명(12.2%)이 50~59세이다. 고령자 분포는 1,446명(인구의 12.56%)이 그리고 69세는 1099명으로 70~79세가 9.5%, 80세 이상이 771명(6.7%)이다.
2000년 기준으로 시정촌의 민간가구는 2,992세대로 가구당 평균 2.1명이다. 2000년에는 총 1,000호의 주거용 건물 중 431호(전체의 43.1%)가 단독 주택이었다. 다가구는 403채(40.3%), 그 외 주거용으로 주로 사용되는 다목적 건물은 97채(9.7%), 기타 용도(상업·공업)가 69채(6.9%)였다. 단독 주택 중 20채는 1919년 이전에, 31채는 1990년에서 2000년 사이에 지어졌다. 1946년에서 1960년 사이에 가장 많은 단독 주택(162채)이 건설되었다.
2000년에는 시정촌에 3,049개의 아파트가 있었다. 가장 흔한 아파트 규모는 3실 934실이었다. 185실 185실과 584실 5실 이상 아파트가 있었다. 이 중 상가 2,736채(전체의 89.7%), 비수기 248채(8.1%), 공실 65채(2.1%)였다. 2008년 시정촌 공실률은 1.28%였다. 2007년 기준 신규주택 건설률은 인구 1000명당 5.5세대였다.
2003년 현재 멘드리시오의 평균 아파트 임대료는 월 873.89 스위스 프랑 (CHF)이었다(2003년부터 US$700, £390, €560 약 환율). 방 1개짜리 아파트의 평균 가격은 491.07 CHF (US$390, £220, €310)였고, 방 2개짜리 아파트는 약 646.96 CHF(US$520, £290, €410)였고, 방 3개짜리 아파트는 약 806.94 CHF(US$650, £360, €520) 및 6개 이상의 방 아파트 비용은 평균 1544.67 CHF(US$1240, £700, €990)이다. 멘드리시오의 평균 아파트 가격은 전국 평균 1116CHF의 78.3%였다.
역사적 인구는 다음 차트에 나와 있다.

### 종교
2000년 인구 조사에 따르면 4,982명(81.1%)이 로마 가톨릭 신자이고, 279명(4.5%)이 스위스 개혁 교회에 속해 있다. 다른 교회(인구조사에 등재되지 않음)에 속해 있는 665명(인구의 약 10.82%)이 있으며, 220명(인구의 약 3.58%)이 질문에 답하지 않았다.

## 국가중요문화재

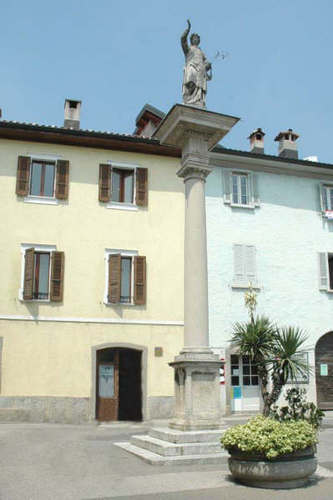
란카테 마을

멘드리시오에는 국가적으로 중요한 스위스 유산이 많이 있다. 목록에는 세 개의 교회가 포함된다. 성 시시니오 알라 토레 교회, 성 마르티노 교회, 수도원을 포함하는 성 지오반니 복합 단지, 성 지오반니 교회와 성모 마리아 성사. 목록에는 6개의 웅장한 집이나 궁전이 있다.
- 크로치 하우스 (Croci House)
- 데이 파가니 트레 부치 하우스 (Dei Pagani Tre Buchi House)
- 팔라조 폴리니 (Palazzo Pollini)
- 팔라조 토리아니 (Palazzo Torriani)
- 빌라 아르겐티나 ( Villa Argentina)
- 보르고의 빌라 및 모자이크

나머지 목록은 Pinacoteca cantonale Giovanni Züst로 구성된다. 또는 지오반니 쥐스트 아트갤러리와 트레모나 고고학 유적지. 2013년 합병으로 리고르네토의 무제오 벨라(Museo Vela)와 메리데의 성 실베스트로 교회가 추가되었다. 리고르네토와 메리데의 마을이 스위스 유산 목록에 추가되었다.

### 볼거리
멘드리시오는 수많은 우아한 역사적 건물로 인해 이탈리아어로 웅장한 도시(il magnifico borgo)로 알려져 있다. 20년 동안 이 도시는 전기 자동차를 홍보하는 데 선구적인 역할을 해왔다. 도시 주변은 티치노 광둥의 주요 와인 재배 지역이다.
이 도시는 또한 그리스도의 수난을 생생하게 재현하는 성금요일 행렬(피나 폭력 없이)과 9월 말에 열리는 포도 축제(Sagra dell'uva)로도 유명하다.

## 경제

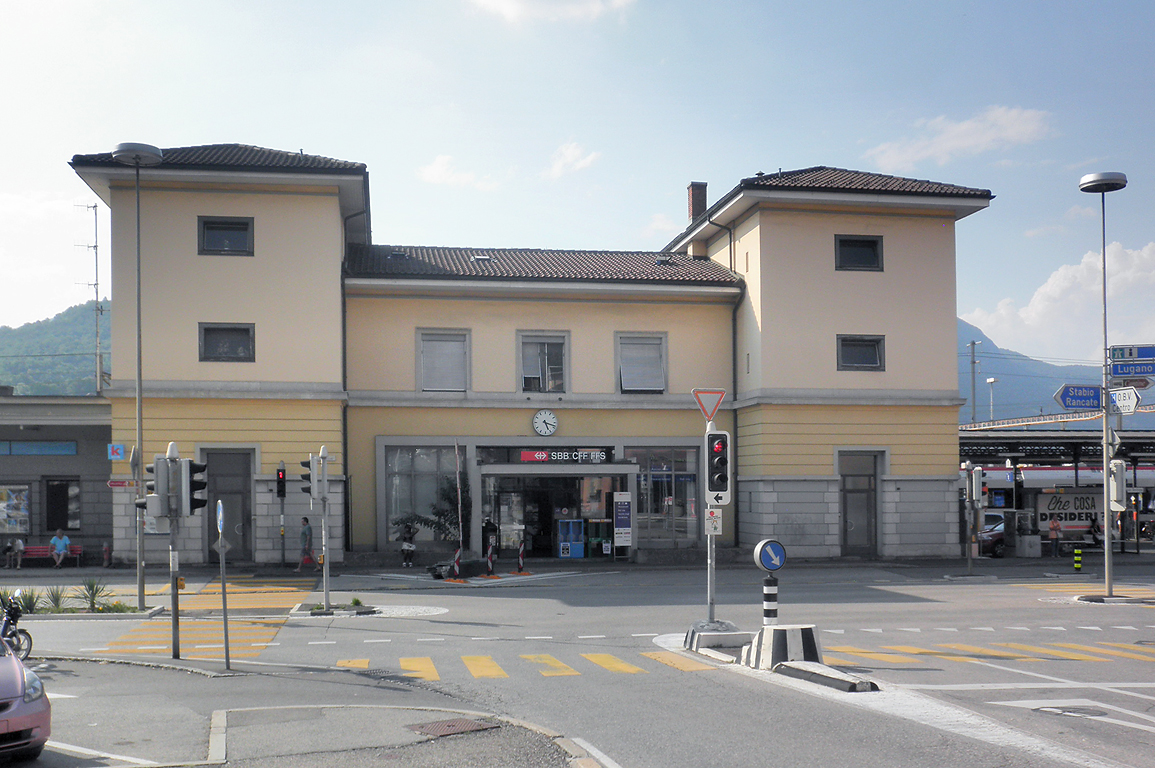
멘드리시오역

2007년 현재 멘드리시오의 실업률은 3.23%이다. 2005년 기준으로 1차 경제 부문에 48명이 고용되어 있고, 이 부문에 약 17개 기업이 관여하고 있다. 3,787명이 2차 부문에 고용되었고, 이 부문에 133개의 기업이 있었다. 4,919명이 3차 부문에 고용되었으며, 이 부문에는 538개의 기업이 있다. 시정촌 주민은 2,665명으로 일정 정도 고용되었으며, 그중 여성이 전체 노동력의 43.5%를 차지했다.
2008년에 정규직에 상응하는 총 일자리 수는 9,032개였다. 1차 부문의 일자리 수는 20개였으며 그 중 18개는 농업, 2개는 임업 또는 목재 생산이었다. 2차 부문의 일자리 수는 4,494개로 이 중 제조업이 4,055개(90.2%), 건설업이 373개(8.3%)였다. 3차 부문의 일자리는 4,518개였다. 3차 부문에서 도소매업 1,240(27.4%), 자동차 수리 126(2.8%), 호텔·레스토랑(322(7.1%), 정보업 96(2.1%)), 185 또는 4.1%는 보험 또는 금융 산업, 275 또는 6.1%는 기술 전문가 또는 과학자, 334 또는 7.4%는 교육, 1,266 또는 28.0%는 의료 산업이었다.
2000년 기준 10,078명의 시정촌 근로자와 1,394명의 출퇴근 근로자가 있었다. 지자체는 근로자의 순수입 지자체이며, 1명이 전출할 때마다 약 7.2명의 근로자가 지자체에 전입된다. 멘드리시오에 들어오는 노동력의 약 33.4%는 스위스 외부에서 오고, 현지인의 1.4%는 일을 위해 스위스에서 출퇴근한다. 근로인구의 10.3%가 대중교통을 이용하여 출퇴근하고 56.4%가 자가용을 이용하였다.
2009년 기준으로 멘드리시오에는 총 239개의 객실과 502개의 침대가 있는 12개의 호텔이 있다.
메를로(Merlot)를 생산하는 와인메이커 비나티에리 티치네시(Vinattieri Ticinesi)는 스위스 최대 규모이다. 가정용품 다국적 메탈텍스(Metaltex)의 본사는 멘드리시오에 있다. 4개의 금 정제 공장이 있다. 그러나 많은 기술 직원이 이탈리아에서 출퇴근한다. 이탈리아와 스위스는 모두 시계와 보석 제조에 사용되는 정제된 금의 주요 시장이다. 이탈리아에서 온 약 7,500명의 근로자가 매일 멘드리시오로 통근한다.

## 교육

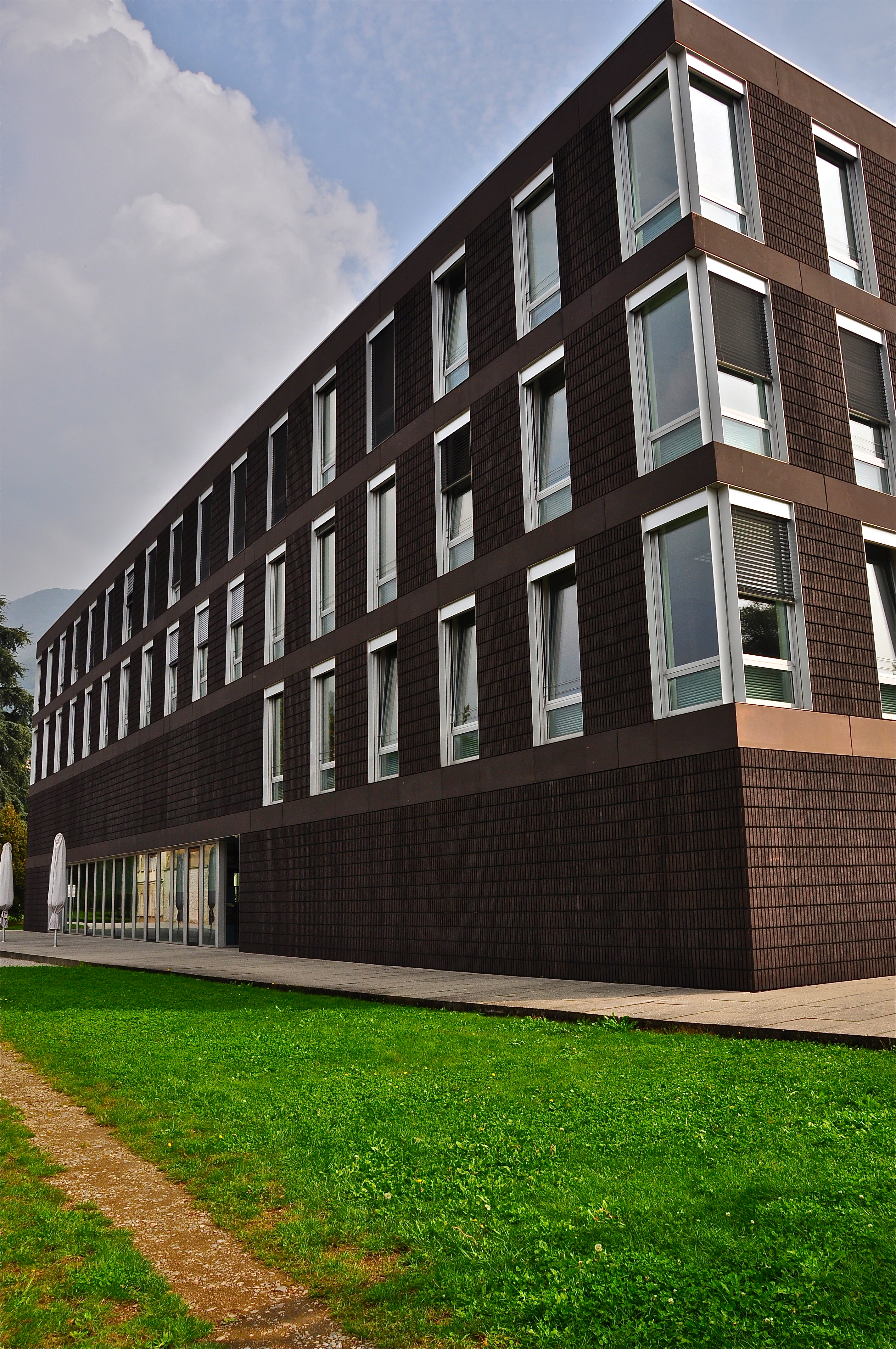
멘드리시오 건축학교

멘드리시오에서는 인구의 약 65.6%(25-64세)가 비필수 고등교육 또는 추가 고등교육(대학 또는 응용학문대학)을 완료했다.
멘드리시오에는 총 1,651명의 학생이 있었다(2009년 기준). 티치노 교육 시스템은 최대 3년의 비필수 유치원을 제공하며 멘드리시오에는 278명의 어린이가 유치원에 다녔다. 초등학교 프로그램은 5년 동안 지속되며 표준 학교와 특수 학교가 모두 포함된다. 시정촌에서는 485명의 학생이 일반 초등학교에 다녔고 19명의 학생이 특수학교에 다녔다. 중학교 시스템에서 학생들은 2년 중학교에 다니고 2년 예비 견습 과정을 거치거나 고등 교육을 준비하기 위해 4년 프로그램에 참석한다. 중학교 2년제 405명, 예비실습 4명, 4년제 심화과정 178명이다.
상위 중등학교에는 여러 옵션이 있지만, 상위 중등 프로그램이 끝나면 학생은 직업을 찾거나 대학에 진학할 준비가 된다. 티치노에서 직업 학생은 인턴십 또는 견습과정(3년 또는 4년 소요)을 수행하는 동안 학교에 다니거나 인턴십 또는 견습기간(풀타임 학생으로 1년 또는 1년 반이 소요됨)을 거쳐 학교에 다닐 수 있다. 파트타임 학생으로 2년)  전일제 학생은 105명, 파트타임 학생은 157명이었다.
전문 프로그램은 3년 동안 지속되며 엔지니어링, 간호, 컴퓨터 공학, 비즈니스, 관광 및 이와 유사한 분야의 직업을 갖도록 학생을 준비시킨다. 전문 프로그램에는 20명의 학생이 있었다.
2000년 기준으로 멘드리시오에는 1,096명의 다른 시정촌에서 온 학생이 있었고, 155명의 주민들은 시외 학교에 다녔다.
멘드리시오에는 스위스 이탈리아어 대학교(Università della Svizzera Italiana) 도서관이 있다. 도서관은 (2008년 현재) 141,291권의 책 또는 기타 매체를 보유하고 있으며 같은 해에 26,915권을 대출했다. 그해에는 주당 평균 62시간씩 총 270일을 열었다.

## 교통
지자체에는 멘드리시오역과 멘드리시오 산마르노역 두 개의 기차역이 있다. 둘 다 고트하르트선에 있으며 밀라노 중앙역, 말펜사 공항 터미널2역, 바레세역, 벨린초나역, 에르스트펠트역 및 코모 산 지오반니역까지 정기적으로 운행한다.